# Stazione di 3 de Febrero
La stazione di 3 de Febrero (Estación 3 de Febrero in spagnolo) è una stazione ferroviaria della linea Mitre situata nel barrio di Palermo della capitale argentina Buenos Aires.
Sorge a breve distanza dal Centro culturale islamico Re Fahd, l'Ippodromo Argentino di Palermo e il Parque Tres de Febrero.

## Storia
La stazione fu aperta al traffico nel 1915.